# 艾文斯 (犹他州)
艾文斯（英語：Ivins），是美国犹他州华盛顿县下属的一座城市。建市于 1922年，面积大约为9.76平方英里（25.3平方公里），海拔约为3,081英尺（939米）。根据2010年美国人口普查，该市有人口6,753人。